# Grantjärnen, Värmland
Grantjärnen är en sjö i Forshaga kommun i Värmland och ingår i Göta älvs huvudavrinningsområde. Sjön har en area på 0,0508 kvadratkilometer och ligger 66,2 meter över havet.

## Delavrinningsområde
Grantjärnen ingår i det delavrinningsområde (661235-136514) som SMHI kallar för Nedlagd mätstation. Medelhöjden är 77 meter över havet och ytan är 2,43 kvadratkilometer. Räknas de 10 avrinningsområdena uppströms in blir den ackumulerade arean 193,03 kvadratkilometer. Kvarntorpsån (Gårdsjöälven) som avvattnar avrinningsområdet har biflödesordning 2, vilket innebär att vattnet flödar genom totalt 2 vattendrag innan det når havet efter 272 kilometer. Avrinningsområdet består mestadels av skog (63 procent) och sankmarker (21 procent). Avrinningsområdet har 0,05 kvadratkilometer vattenytor vilket ger det en sjöprocent på 2,2 procent.